# Región de Draa-Tafilalet
Draa-Tafilalet (en árabe: درعة - تافيلالت‎; en bereber: ⴷⵔⵄⴰ ⵜⴰⴼⵉⵍⴰⵍⵜ ) es una de las doce regiones de Marruecos. Cubre un área de 86 142 km² y tiene una población de 1 635 008 habitantes, según el censo marroquí de 2014. La capital de la región es Er-Rachidía.

## Historia
Draa-Tafilalet se formó en septiembre de 2015 mediante la integración de las provincias de Errachidia y Midelt en la región de Mequinez-Tafilalet con tres provincias de la región de Sus-Masa-Draa.

## Geografía
Draa-Tafilalet está situado en las montañas del Atlas de Marruecos. Sus cuencas principales son la del río Draa en el oeste y el río Ziz, que riega el oasis de Tafilalt, en el este. Draa-Tafilalet limita con otras cinco regiones marroquíes: Sus-Masa al suroeste, Marrakech-Safí al oeste, Beni Melal-Jenifra al noroeste, Fez-Mequinez al norte y La Oriental al noreste. También limita con dos de las provincias de Argelia, Tinduf al sur y Béchar al sureste.
Draa-Tafilalet comprende cinco provincias:
- Provincia de Errachidía
- Provincia de Midelt
- Provincia de Tinerhir
- Provincia de Uarzazat
- Provincia de Zagora